# 休兰尸逐侯鞮单于
休蘭尸逐侯鞮單于（？—93年），挛鞮氏，名屯屠何，南匈奴第八任單于，為南匈奴醢落尸逐鞮單于之子，伊屠於閭鞮單于死後由他繼位，時年為漢章和二年（88年）。

## 生平
單于屯屠何多次出兵配合東漢軍隊大敗北匈奴，俘獲極多，又大量接納北匈奴降眾，勢力大增，原來南匈奴部眾為四、五萬人，在他在位時期得到空前發展，增加到戶口34000，人口237300，兵力50170。
漢永元五年（93年），單于去世，由前任單于的弟弟左賢王安國繼位。其子逢侯。

## 文獻
- 《後漢書·南匈奴列傳》

| 前任： 兄伊屠於閭鞮單于 | 南匈奴單于 88年─93年 | 繼任： 弟安國 |